# Honfoglalás kori magyar viselet
A honfoglalás kori magyar viseletnek a 21. századra már jelentős irodalma alakul ki. Ennek alapját a László Gyula munkássága vetette meg. A rendszerváltás, majd az ezredforduló során jelentős felfedezések segítették e téma kutatását is Ukrajnában, a Szubbotyici-horizont néven ismert régészeti lelőhely-csoport révén. A téma természetesen nem mentes a vitáktól. Különösen sok részletében vitatott e témával kapcsolatban is Kiszely István munkássága, mivel a magyar régészet és nyelvészet akadémiai képviselői a magyarság őstörténetéről írt fejtegetéseit gyakran ezoterikusnak, tudománytalannak tartják.
A viták azért is gyakoriak és természetesek, mert a honfoglaló magyarokról egykorú kép, ábrázolás nem maradt fenn, a ruhaanyagok nagy többsége is elenyészett. A későbbi képek is ritkák, stilizáltak, és leginkább saját koruk ábrázolási trendjeit követik, nem céljuk a régebbi valóság rögzítése.
A kutatók gyakran fordulnak segítségért a néprajzi párhuzamokhoz, azonban ezek is csalókák lehetnek, mert egymástól térben is időben igen távoli, de látszatra hasonló viseleti elemek nem jelentenek biztosan leszármazást is. A magyar viseletben sok ősinek tartott ruhadarab csak a kunokkal vagy a török hódoltság idején került a Kárpát-medencébe. A csikósok jellegzetes lobogó gatyája pedig például csak a 18. század végén alakult ki.

## Bőrruha
Kétségtelenül állíthatjuk, hogy az urál–altaji népek, így a magyarok is a bőrruha iránt viseltettek a legnagyobb előszeretettel, mivel lakókörnyezetükben nagy számmal jelen voltak a szebbnél szebb prémeket és bőröket szolgáltató vadak. A pásztorkodó magyarok mesterek voltak a bőr kikészítésében, a különféle alakú és nagyságú bőröltönyök elkészítésében. Nyelvészeti emlékek alapján az olyan ősi elnevezésekből juthatunk eme következtetésre mint pl.: tímár, varga, szűcs, guba, bekecs, ködmen, csizmadia, szíjgyártó.

## Nemez
Görög írók feljegyzései alapján tudjuk, hogy a magyarok körében kiterjedt iparág lehetett a nemezgyártás, nemezfényesítés, nemezfinomítás. Az abaposztó-készítés fennmaradt az erdélyi székelyeknél: a nemezt finomított abaposztó alakjában süvegként használták, és a szűrnek teljesen megfelelő felöltőként. A nemez többnyire gyapjúból (néha állatszőrből, főleg nyúlszőrből) tömörített vastag anyag.

## Szukna
A fehér színű bő gatya, a szukna, az alsóruhaként használt fehér ing, valamint a női viselet egyes darabjai arra engednek következtetni, hogy a magyarok a vászonkészítés mesterségéhez is értettek. Bizonyítékok erre az olyan, mai napig fennmaradt szóemlékek, mint a takács, kender, tilolás, orsó, vászon, gyolcs.

## Bizánci feljegyzések
A VII. Kónsztantinosz által említett térdig érő, ujj nélküli felöltő kacagány néven maradt fenn az alföldi, szegényebb réteghez tartozó parasztság körében. Hasonlóképpen a szűr, a magyarság egyik legrégibb és legáltalánosabban használt ruhadarabja.
Bekecs, guba olyan ősi elnevezések, amelyekről biztosan állíthatjuk, hogy már a honfoglalás kori magyar viselte a nevezett ruhadarabokat a hidegebb hónapokban.
Írásos emlék tanúsága szerint Kónsztantinosz császár, amikor magyarokat látott vendégül, elrendelte, hogy kabadion-jaikban jelenjenek meg. A mondottak alátámasztják ama feltételezést, miszerint a honfoglalás kori magyarok a melegebb évszakokban könnyebb felsőruhát viseltek, melyet talán posztóból, vászonból vagy selyemből készítettek. A bizánci udvarral való szoros barátság, sűrű érintkezés teszi valószínűvé, hogy őseink selyemből készült felöltőt is viseltek. Mivel nem értettek a selyem előállításához, a selyemkelmét a bizánciaktól vásárolhatták meg. A szóban forgó, a test idomaihoz simuló kabát a mai attilának nevezett felöltő őse.

## A honfoglalók viselete
A férfi és a női viselet között nem volt jelentős különbség. A női ruházat általában finomabb anyagokból készült.
Alsóruhaként finom kender- vagy lenvászonból készült inget aggattak magukra, melyet a csuklóknál pánttal szorítottak le. A ruhák összekötésére gombokat, szalagot használtak.
Felsőruhaként ujjas kabátot (kazakot), erre pedig kaftánszerű köpenyt öltöttek, melyet gombsor tartott össze. Bő nadrágot, csizmát hordtak. Számos kiegészítőt, illetve ékszereket viseltek.

## Honfoglalás kori női ékszerek
A párosan előforduló hajfonatdíszeket – mellkorongoknak is nevezik őket – szíjra függesztették. A mellet takarták, és járás közben átvették a mozgás ritmusát, közben csilingelő hangot adtak. Ruháikra, fejüket takaró kendőikre, pártáikra a nők egyenként varrták fel a gyöngyöket.
A honfoglalás kori sírokban találtak még nyakpereceket, karpereceket, fülbevalókat is.

## Kapcsolódó szócikk
- Mindennapi élet a magyar honfoglalás korában